# Grevenmacher (tổng)
Grevenmacher là một tổng năm ở phía đông của Luxembourg, ở huyện Grevenmacher. Thủ phủ là cũng có tên là Grevenmacher.
Tổng Grevenmacher có tám thị trấn:
- Betzdorf
- Biwer
- Flaxweiler
- Grevenmacher
- Junglinster
- Manternach
- Mertert
- Wormeldange

==Tham khảo==